# La Tranche-sur-Mer
La Tranche-sur-Mer es una comuna francesa situada en el departamento de Vandea, de la región de Países del Loira.

## Historia
En 1953 esta comuna segregó parte de sus terrenos para la creación de la comuna de La Faute-sur-Mer.

## Demografía
| Gráfica de evolución demográfica de La Tranche-sur-Mer entre 1800 y 2022 |
|                                                                          |

Los datos demográficos contemplados en este gráfico se han cogido de la página francesa EHESS/Cassini.